# Lãnh thổ vương quyền Bohemia
Lãnh thổ vương quyền Bohemian (tiếng Đức: Länder der Böhmischen Krone; tiếng Séc: Země Koruny české; tiếng La Tinh: Corona regni Bohemiae) là một số nhà nước được hợp nhất ở Trung Âu trong thời kỳ trung cổ và cận đại được kết nối bởi các mối quan hệ phong kiến dưới thời các vị vua xứ Bohemian. Vùng đất của vương miện chủ yếu bao gồm Vương quốc Bohemia, một Tuyển đế hầu của Đế quốc La Mã Thần thánh theo Sắc chỉ vàng năm 1356, Bá quốc Moravia, Các Công tước xứ Silesia, và hai Lusatia, được gọi là Bá quốc Hạ Lusatia và Bá quốc Thượng Lusatia, cũng như các vùng lãnh thổ khác trong suốt lịch sử của nó. Sự tập hợp các quốc gia này trên danh nghĩa dưới sự cai trị của các vị vua Bohemian trong lịch sử được gọi đơn giản là Bohemia. Bây giờ chúng đôi khi được gọi trong học thuật là Các vùng đất của Séc, một bản dịch trực tiếp của tên viết tắt tiếng Séc.
Sự cai trị chung của Corona regni Bohemiae được thiết lập hợp pháp theo sắc lệnh của Hoàng đế Charles I ban hành vào ngày 07 tháng 04 năm 1348, trên nền tảng của các vùng đất Séc ban đầu do triều đại Přemyslid cai trị cho đến năm 1306. Bằng cách liên kết các lãnh thổ, sự liên kết giữa các vùng đất vương miện do đó không có nhiều hơn thuộc về một vị vua hoặc một triều đại nhưng thuộc về chính thể quân chủ Bohemia, được cá nhân hóa một cách tượng trưng bởi Vương miện của Thánh Václav. Dưới thời trị vì của Hoàng đế Ferdinand I từ năm 1526, các vùng đất của Vương miện Bohemian đã trở thành một phần cấu thành của chế độ quân chủ Habsburg. Một phần lớn lãnh thổ của Silesia đã bị mất vào giữa thế kỷ VIII, nhưng phần còn lại của Vùng đất được chuyển giao cho Đế quốc Áo và Cisleithania của Áo-Hung. Theo Tuyên bố độc lập của Tiệp Khắc vào năm 1918, các vùng đất còn lại của Séc trở thành một phần của Đệ Nhất Cộng hòa Tiệp Khắc.
Vương miện Bohemian không phải là một liên minh cá nhân cũng không phải là một liên bang của các thành viên bình đẳng. Đúng hơn, Vương quốc Bohemia có địa vị cao hơn các nhà nước hợp thành khác. Chỉ có một số thể chế nhà nước chung của Vương miện Bohemia và chúng không tồn tại trong sự tập trung hóa của chế độ quân chủ Habsburg dưới thời Maria Theresia của Áo vào thế kỷ XVIII. Quan trọng nhất trong số đó là Tể tướng của Triều đình Bohemia được hợp nhất với Tể tướng Áo vào năm 1749.